# Liste der Biografien/Lau
Liste der Biografien |
Portal Biografien |
Personensuche
# |
A |
B |
C |
D |
E |
F |
G |
H |
I |
J |
K |
L |
M |
N |
O |
P |
Q |
R |
S |
T |
U |
V |
W |
X |
Y |
Z |
?
 
La |
Lb |
Lc |
Le |
Lg |
Lh |
Li |
Lj |
Ll |
Lm |
Lo |
Lp |
Lt |
Lu |
Lv |
Lw |
Lx |
Ly |
Lz
 
Laa |
Lab |
Lac |
Lad |
Lae–Lah |
Lai |
Laj |
Lak |
Lal |
Lam |
Lan |
Lao |
Lap |
Laq |
Lar |
Las |
Lat |
Lau |
Lav |
Law |
Lax |
Lay |
Laz
 
Laua |
Laub |
Lauc |
Laud |
Laue |
Lauf |
Laug |
Lauh |
Laui |
Lauj |
Lauk |
Laul |
Laum |
Laun |
Laup |
Laur |
Laus |
Laut |
Lauv |
Lauw |
Laux |
Lauz
Die Liste der Biografien führt alle Personen auf, die in der deutschsprachigen Wikipedia einen Artikel haben. Dieses ist eine Teilliste mit 66 Einträgen von Personen, deren Namen mit den Buchstaben „Lau“ beginnt.

## Lau
- Lau Kim Pong, Patrick (* 1974), singapurischer Badmintonspieler
- Lau Sek Fong (1929–2017), hongkong-chinesischer Tischtennisspieler
- Lau Sui Fei (* 1981), hongkong-chinesische Tischtennisspielerin
- Lau Wan-yau, Vincent (* 1996), hongkong-chinesischer Radrennfahrer
- Lau, Alex (* 1996), chinesischer Squashspieler (Hongkong)
- Lau, Alfred (1898–1971), deutscher Journalist und Mundartdichter
- Lau, Alfred Bernhard (1928–2007), deutscher Missionar und Kakteenforscher
- Lau, Andreas (* 1959), deutscher Sportwissenschaftler, Hochschullehrer und Basketballfunktionär
- Lau, Andy (* 1961), chinesischer Schauspieler, Filmproduzent und Sänger
- Lau, Angie (* 1973), chinesische Journalistin und Sprecherin
- Lau, Annika (* 1979), deutsche Radio- und FernsehmoderatorinAnnika Lau (* 1979)

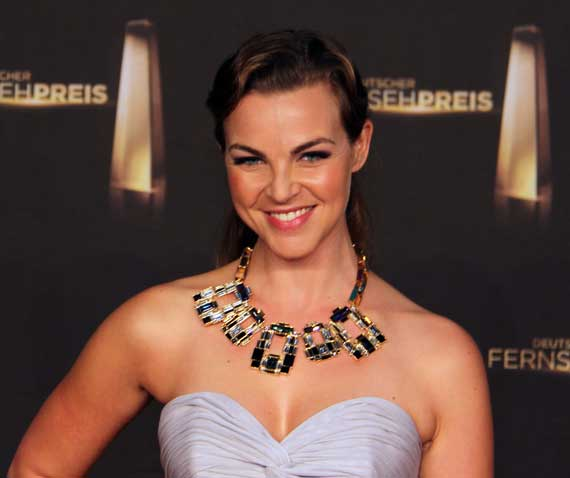
Annika Lau (* 1979)

- Lau, Bernd (1943–1992), deutscher Hörspielregisseur
- Lau, Bernhard (1875–1926), deutscher Luftschiffkapitän
- Lau, Carina (* 1965), chinesische Filmschauspielerin
- Lau, Chong-Fuk, chinesischer Philosoph
- Lau, Christel (* 1944), deutsche Hockeynationalspielerin
- Lau, Daniel (* 1978), deutscher Prähistoriker und Vorderasiatischer Archäologe
- Lau, David (* 1966), aschkenasischer Oberrabbiner in Israel
- Lau, Dick (* 1985), chinesischer Squashspieler (Hongkong)
- Lau, Dieter (* 1939), deutscher Agrarwissenschaftler
- Lau, Dieter (* 1940), deutscher Altphilologe und Historiker
- Lau, Emily Wai-hing (* 1952), hongkong-chinesische Politikerin
- Lau, Ernst (1893–1978), deutscher Optiker
- Lau, Estelle (* 1964), US-amerikanische Schauspielerin und Filmproduzentin
- Lau, Fabian (* 1962), deutscher Satiriker, Liedtexter, Autor und Musiker
- Lau, Franz (1907–1973), deutscher lutherischer Theologe
- Lau, Frederick (* 1989), deutscher SchauspielerFrederick Lau (* 1989)

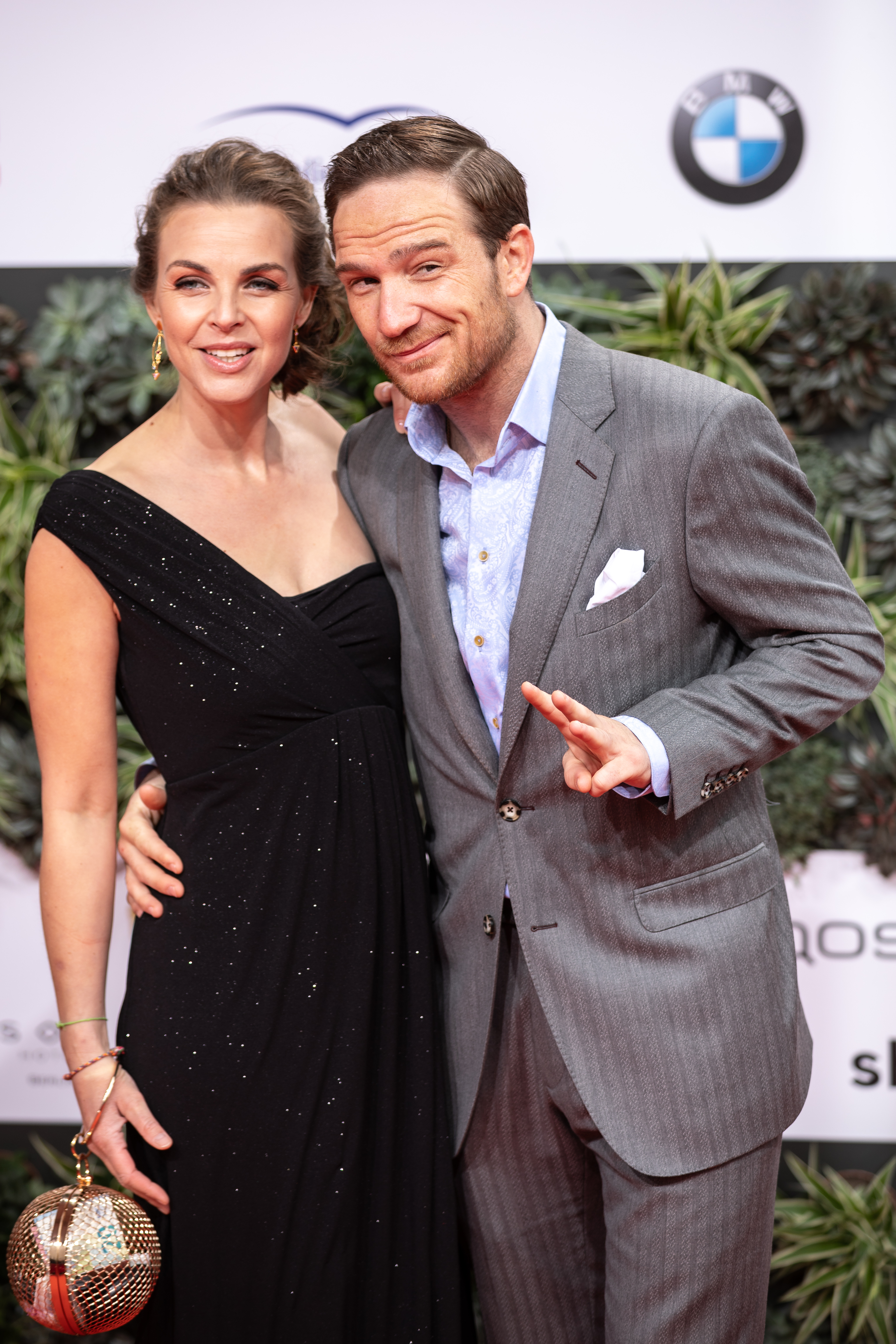
Frederick Lau (* 1989)

- Lau, Friedrich (1867–1947), deutscher Archivar und Historiker
- Lau, Fritz (1872–1966), niederdeutscher Schriftsteller
- Lau, Georg Johann Theodor (1813–1873), deutscher evangelischer Geistlicher und Kirchenhistoriker
- Lau, Gerhard (1926–2005), deutscher Schauspieler
- Lau, Gerhard (1936–2025), deutscher Denkmalpfleger
- Lau, Grace (* 1991), Hongkonger Karateka
- Lau, Hans Emil (1879–1918), dänischer Astronom
- Lau, Heinz (1925–1975), deutscher Komponist und Hochschullehrer
- Lau, Heinz (* 1950), deutscher Dehonianer
- Lau, Hendryk (* 1969), deutscher Fußballspieler und -trainer
- Lau, Israel Meir (* 1937), israelischer Oberrabbiner
- Lau, Jasmijn (* 1999), niederländische Langstreckenläuferin
- Lau, Johannes (1877–1960), deutscher Politiker (CSU), MdL Bayern und Landrat
- Lau, Johannes (1879–1955), deutscher Politiker (SPD), MdL
- Lau, Jörg (* 1964), deutscher Journalist und Sachbuchautor
- Lau, Joseph (* 1951), hongkong-chinesischer Milliardär
- Lau, Jutta (* 1955), deutsche Ruderin und Rudertrainerin
- Lau, Ka Kwan (* 1985), chinesisch-spanisch-britischer Pokerspieler
- Lau, Krista-Sigrid (1917–1969), deutsche Schauspielerin
- Lau, Mariam (* 1962), deutsche Journalistin und PublizistinMariam Lau (* 1962)

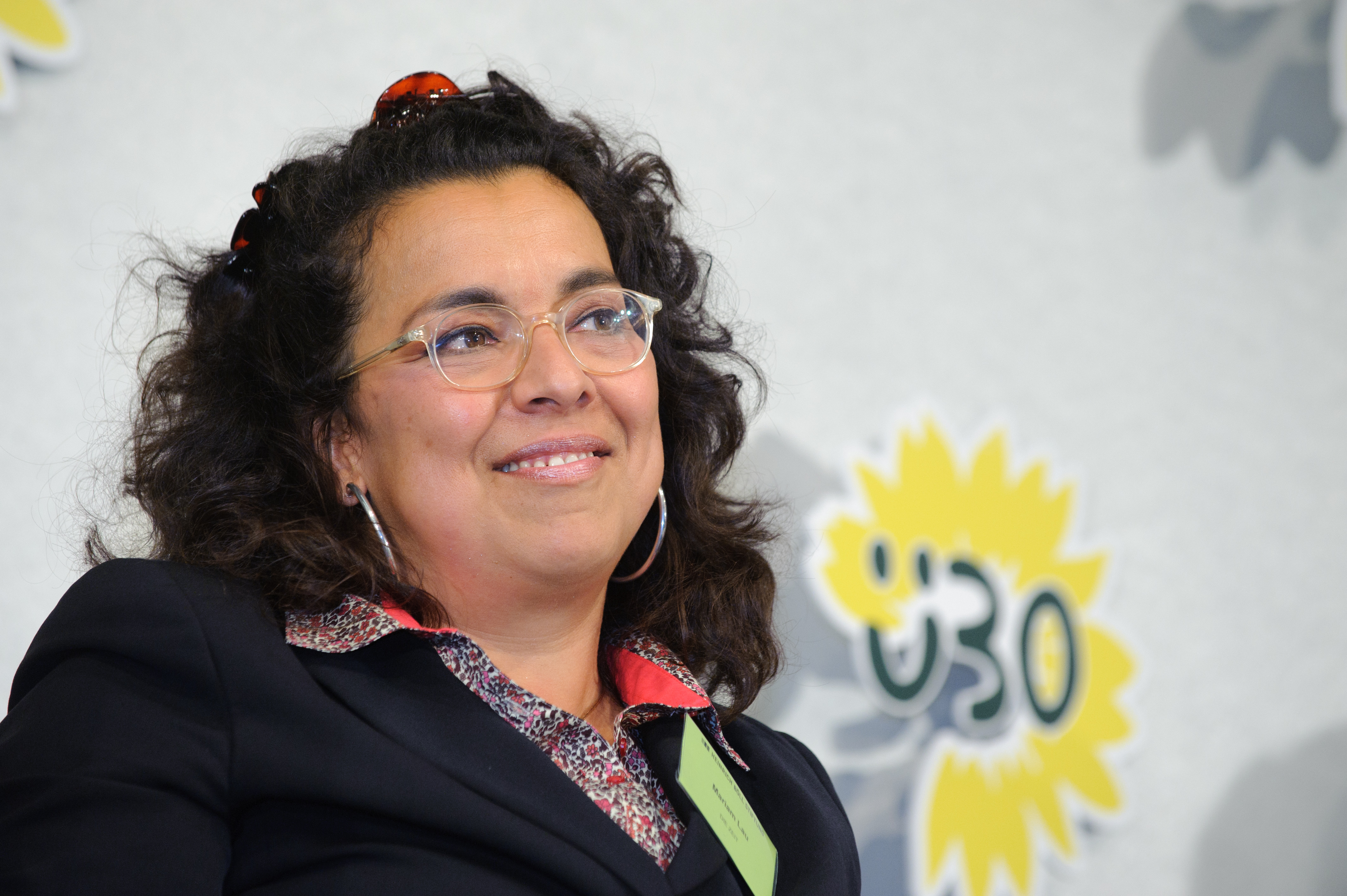
Mariam Lau (* 1962)

- Lau, Mario (* 1972), deutscher Fußballspieler
- Lau, Marion (* 1947), deutsche Politikerin (SPD), MdL
- Lau, Markus (* 1977), deutscher katholischer Theologe
- Lau, Matthias (* 1967), deutscher Offizier
- Lau, Michael (* 1970), chinesischer Künstler
- Lau, Nicholas (* 1979), Skilangläufer aus Trinidad und Tobago
- Lau, Otto Emil (1853–1917), deutscher Illustrator und Zeichner
- Lau, Pete (* 1975), chinesischer Unternehmer
- Lau, Philippe (* 1986), französischer Telemarker
- Lau, Phillis Lara (* 2005), deutsche Schauspielerin
- Lau, Ralf (* 1959), deutscher Schachgroßmeister
- Lau, Sven (* 1980), deutscher Konvertit, Prediger und islamistischer AktivistSven Lau (* 1980)

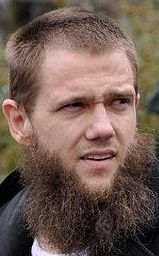
Sven Lau (* 1980)

- Lau, Teng Chuan (1929–2012), singapurischer Sportfunktionär, Badmintonspieler und Badmintontrainer
- Lau, Theodor Ludwig (1670–1740), deutscher Jurist und Philosoph der Aufklärung
- Lau, Thomas (* 1967), deutscher Historiker
- Lau, Thomas Luen-hung (* 1953), Hongkonger Geschäftsmagnat mit Teochew-Abstammung
- Lau, Ulrich (* 1952), deutscher Sinologe
- Lau, Ulrike, deutsche Synchronsprecherin, -autorin und -regisseurin
- Lau, Wai Cheng (* 1967), malaysische Tischtennisspielerin